# Столична
«Столи́чна» (рос. Столичная, англ. Stolichnaya, Stoli) — російський горілчаний бренд.

## Історія бренду
Інформація про рік створення горілки «Столічная» є плутаною. У різних джерелах зустрічається шість різних дат створення горілки «Столічная»: 1938, 1941, 1944, 1948, 1951 і 1953 роки.
ФКП «Союзплодоимпорт» тим не менш зазначає, що рецептура цієї горілки була розроблена у 1938 році Віктором Свиридой, а з 1941-42 років вона почала випускатися на лікеро-горілчаних заводах СРСР.
У 1999 році «Союзплодимпорт» продав бренд нідерландській компанії Spirit International за 800 тис. доларів США. В 2012 році, через десять років судової тяганини, нідерландський суд визнав право власності на бренд «Столічная» за Росією.